# Simulium degrangei
Simulium degrangei is een muggensoort uit de familie van de kriebelmuggen (Simuliidae). De wetenschappelijke naam van de soort is voor het eerst geldig gepubliceerd in 1960 door Dorier & Grenier.